# Био-дизел
Био-дизел јесте течно гориво произведено из биљних уља или из коришћених уља и масти. Био-дизел веома чисто сагорева и подсећа на стандардни дизел; производи се од уља које се добија од сунцокрета, соје или уљане репице помоћу метанола и катализатора. По хемијском саставу је мешавина метил естара масних киселина. Ово гориво јесте обновљиви извор енергије јер се троши оном брзином којом се обнавља. Гориво је делом нижег енергетског садржаја, али садржи већи проценат кисеоника што помаже бољем сагоревању.
Конвенционални дизел-мотори без тешкоћа користе гориво са 20% био-дизела, а многи нови мотори већ могу да користе и чист био-дизел. Биогорива не захтевају производњу новог аутомобила односно новог аутомобилског мотора, она већ сада имају велику предност над водоничном технологијом која је тек у зачетку.
Ова компатибилност са постојећим моторима подстакла је многе земље да се окрену биогориву, уверене да ће на тај начин моћи да смање трошкове фосилних горива. Европска унија је себи одредила за циљ да до 2010. године користи шест одсто био-дизела, што ће значити петоструко повећање узгоја биљака од којих се производи етанол.

## Мане
Због ниже вредности pH од обичног дизел-горива, био-дизел штети неким пластичким и гуменим деловима аутомобила који нису сертификовани за употребу био-дизела. Код њих се временом растварају гумене цеви. Он доспева у уље и захтева краће интервале промене уља. Примећена су и оштећења дизел пумпе која служи за довод горива у мотор. Тај се проблем већином јавља код несертификованих дестилерија био-дизела.
И након 10 година од појаве првих био-дизела, аутоиндустрија веома споро реагује и прави веома мало аутомобила који су сертификовани за коришћење био-дизела.